# Próba Jominy’ego

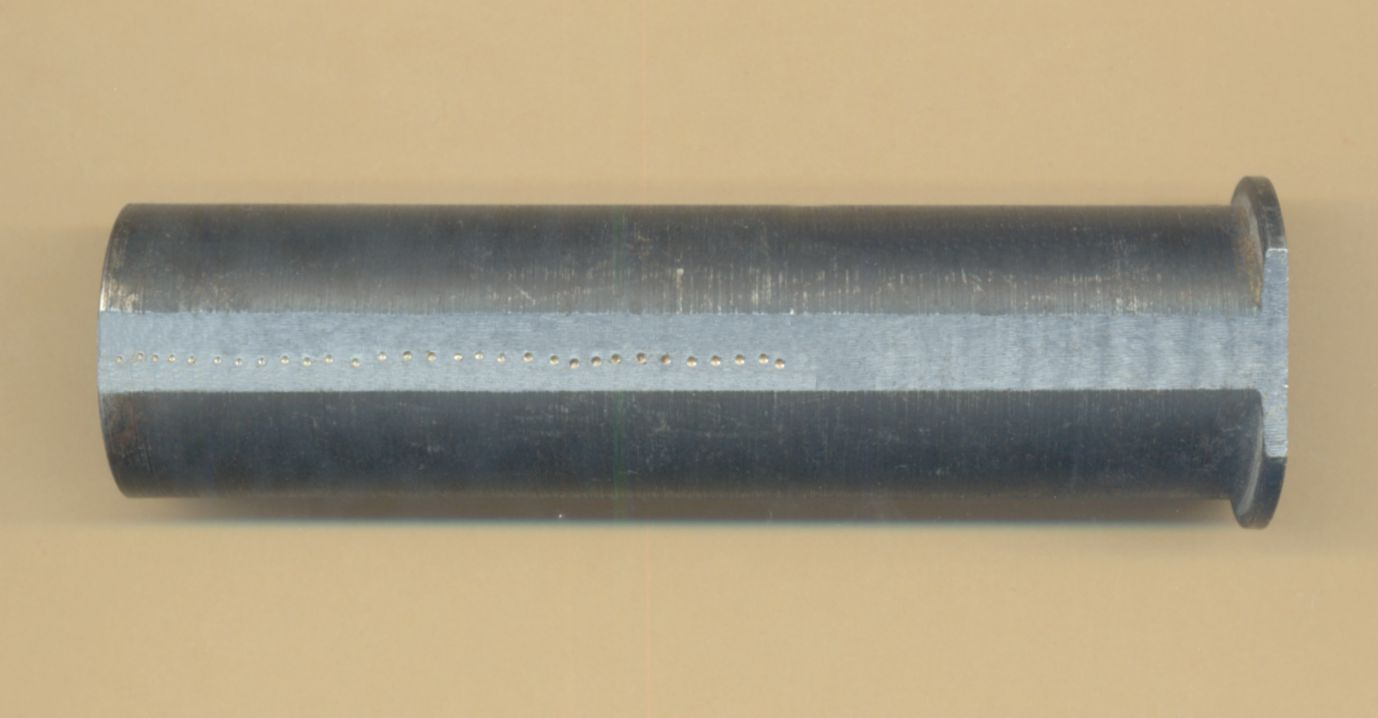
Próbka po badaniach hartowności. Widoczne odciski po pomiarach twardości metodą Rockwella o średnicy wzrastającej w miarę oddalania się od czoła próbki

Próba Jominy'ego – metoda określenia hartowności stali. 
Próba polega na wygrzaniu znormalizowanej próbki (według PN 70/H-04402 – średnica 25 mm, długość 100 mm) przez ok. 30-35 minut w temperaturze 30-50 °C powyżej temperatury przemiany austenitycznej. Następnie próbka jest czołowo oziębiana poprzez natrysk strumienia zimnej wody. Szybkość oziębiania sięga 350°/s na czole próbki i spada do ok. 2°/s na drugim końcu. Po całkowitym ostygnięciu próbkę ostrożnie szlifuje się tak, aby nie zmienić struktury, wzdłuż tworzącej z dwu przeciwległych stron na głębokość 0,4-0,5 mm. Następnie na  powierzchni ścięć mierzy się twardość w skali Rockwella C. Pomiary wykonuje się z obu stron w odległości od czoła 1,5 mm, 3 mm,  a następnie 6 razy co 2 mm i dalej co 5 mm. Na podstawie próby sporządza się wykres twardości HRC w funkcji odległości od czoła próbki.
Dla danego rodzaju stali określa się (na podstawie wielu próbek) tzw. pasmo hartowności pokazujące możliwy rozrzut własności danego materiału.